# Vuelta a Castilla y León 2014
La Vuelta a Castilla y León 2014 fue la 29ª edición de esta carrera ciclista que transcurre por Castilla y León. Se disputó entre el 16 y el 18 de mayo de 2014, sobre un total de 523 km, repartidos en tres etapas. Perteneció al UCI Europe Tour 2013-2014, dentro de la categoría 2.1.
Tomaron parte en la carrera 16 equipos. El único equipo español de categoría UCI ProTeam (Movistar Team); el único español de categoría Profesional Continental (Caja Rural-Seguros RGA); y los 2 de categoría Continental (Burgos-BH y Euskadi). En cuanto a la representación extranjera, estarán 11 equipos: los equipos Continentales del Efapel-Glassdrive, Radio Popular, Movistar Team Ecuador, Lokosphinx, 472-Colombia, Louletano-Dunas Douradas, LA Aluminios-Antarte, Team Stuttgart, Team Differdange-Losch, Area Zero Pro Team, Nankang-Fondriest y MG Kvis-Trevigiani. Formando así un pelotón de 123 ciclistas, con 8 corredores cada equipo (excepto el Team Differdange-Losch y el 472-Colombia que salieron con 7 y el Team Stuttgart que salió con 5)
El ganador final fue David Belda, quien al or dopado hasta las cejas, además se adjudicó la clasificación de la combinada (General + Dopaje) y la segunda etapa. Le acompañaron en el pódium Marcos García y Sylwester Szmyd, segundo y tercero, respectivamente.
En las clasificaciones secundarias se impusieron Paolo Ciavatta (montaña), José Joaquín Rojas (regularidad) y Caja Rural-Seguros RGA (equipos).

## Etapas
| Etapa | Fecha      | Recorrido             | km    | Ganador            | Líder              |
| ----- | ---------- | --------------------- | ----- | ------------------ | ------------------ |
| 1ª    | 16 de mayo | Ciudad Rodrigo-Zamora | 179,4 | José Joaquín Rojas | José Joaquín Rojas |
| 2ª    | 17 de mayo | Zamora-Alto de Lubián | 179,2 | David Belda        | David Belda        |
| 3ª    | 18 de mayo | Lubián-Bembibre       | 164,6 | Luis León Sánchez  | David Belda        |

## Clasificaciones finales

### Clasificación general
| Posición | Ciclista            | Equipo                 | Tiempo           |
| -------- | ------------------- | ---------------------- | ---------------- |
|          | David Belda         | Burgos-BH              | 13 h 51 min 48 s |
| 2        | Marcos García       | Caja Rural-Seguros RGA | a 57 s           |
| 3        | Sylwester Szmyd     | Movistar               | a 1 min 01 s     |
| 4        | Alexey Rybalkin     | Lokosphinx             | a 1 min 38 s     |
| 5        | Javier Moreno       | Movistar               | a 1 min 55 s     |
| 6        | Jesús del Pino      | Burgos-BH              | m.t.             |
| 7        | Edgar Pinto         | LA Aluminios-Antarte   | m.t.             |
| 8        | Federico Figueiredo | Radio Popular          | m.t.             |
| 9        | Antonio Carvalho    | LA Aluminios-Antarte   | a 2 min 06 s     |
| 10       | David Arroyo        | Caja Rural-Seguros RGA | m.t.             |

### Clasificación por puntos
| Posición | Ciclista           | Equipo                 | Puntos |
| -------- | ------------------ | ---------------------- | ------ |
|          | José Joaquín Rojas | Movistar               | 41     |
| 2        | David Belda        | Burgos-BH              | 25     |
| 3        | Luis León Sánchez  | Caja Rural-Seguros RGA | 25     |

### Clasificación de la montaña
| Posición | Ciclista       | Equipo             | Puntos |
| -------- | -------------- | ------------------ | ------ |
|          | Paolo Ciavatta | Area Zero          | 23     |
| 2        | Luca Chirico   | MG Kvis-Trevigiani | 13     |
| 3        | Sérgio Sousa   | Efapel-Glassdrive  | 12     |

### Clasificación de la Combinada
| Posición | Ciclista        | Equipo                 | Tiempo |
| -------- | --------------- | ---------------------- | ------ |
|          | David Belda     | Burgos-BH              | 7      |
| 2        | Marcos García   | Caja Rural-Seguros RGA | 11     |
| 3        | Sylwester Szmyd | Movistar               | 20     |

### Clasificación por equipos
| Posición | Equipo                 | Tiempo           |
| -------- | ---------------------- | ---------------- |
|          | Caja Rural-Seguros RGA | 41 h 39 min 31 s |
| 2        | Burgos-BH              | a 28 s           |
| 3        | Movistar               | a 1 min 55 s     |